# Борнейська пласкоголова жаба
Борнейська пласкоголова жаба (Barbourula kalimantanensis) — один з двох видів роду барбурула, який зустрічається у західній частині острова Калімантан (Борнео). Це єдиний досі відомий вид жаб, у якого відсутні легені (втім, відсутність легень також відома серед представників рядів Хвостаті земноводні (саламандри родини Plethodontidae) та Безногі земноводні (вид Atretochoana eiselti).

## Зовнішній вигляд та спосіб життя
Борнейська пласкоголова жаба досягає 40 мм завдовжки; забарвлення золотисто-коричневе з дрібними темними плямками. Тіло та голова сплюснуті, на кінцівках шкіра звисає складками, що збільшує її поверхню і, таким чином, полегшує шкіряне дихання. Очі великі, спрямовані вперед. Ця жаба виділяє дуже багато слизу по всій поверхні тіла, тому її дуже важко втримати в руках.
Борнейська пласкоголова жаба мешкає у швидкоплинних холодних гірських річках і струмках центральної частини острова Калімантан. Судячи зі всього, втрата легенів стала адаптацією, що полегшує перебування в такому середовищі: це знижує плавучість тіла, і тварині легше втриматись, щоб не бути знесеною потоком води. Дихання, при цьому, цілком забезпечується завдяки газообміну на шкірі: позаяк в холодній воді кисень розчиняється краще, ніж у теплій, а стрімка течія пришвидшує газообмін між шкірою тварини та водою, такий тип адаптації стає цілком прийнятним в умовах звичного для жаби середовища. Зазвичай ці жаби проводять більшу частину часу, ховаючись під камінням на дні струмків, чому сприяє пласка форма тіла та голови; відсутність легень також полегшує стискання тіла, коли тварина ховається під каміння.
Основною загрозою для виду є нелегальний видобуток золота так званим «ртутним способом», що знищує та забруднює токсичними металами природні гірські струмки (єдине прийнятне для цього виду середовище), а також вирубка лісів, що зменшує водоутримання і, таким чином, знищує природну регуляцію водяного стоку в гірській місцевості.

## Історія відкриття та систематика
Борнейська пласкоголова жаба була відкрита в 1978 році індонезійським зоологом Джоко Іскандаром, котрий знайшов її в річці Пінох, маленькій притоці річки Капуас. Цей вид став другим у роді Барбурула: перед тим до роду належав лише один вид, філіппінську пласкоголову жабу (Barbourula busuangensis), відому з філіппінських островів Палаван і Бусуанга (невеликий острів на північ від Палавана). Протягом наступних тридцяти років був добутий лише ще один екземпляр борнейської пласкоголової жаби; обидва екземпляри в недоторканому стані зберігались в музеї. Попри проведену рентгенографію, відсутність у них легень не була виявлена; хірургічний розтин при цьому не здійснювався, з огляду на надзвичайну рідкісність зразків.
У серпні 2007 року міжнародна експедиція під керівництвом сінгапурського зоолога Девіда Бікфорда, до складу якої входив також і Джоко Іскандар, змогла відловити 9 борнейських пласкоголових жаб у тій самій місцевості, де колись вони були знайдені вперше. Перша з пійманих жаб, посаджена у відро з водою, швидко вмерла, що навело дослідників на думку про наявність якихось дуже специфічних рис у функціонуванні організму цього виду. Тому цей та інші 8 екземплярів, знайдених під час експедиції, були доставлені до лабораторії, де було проведено їхній розтин. Лише тоді виявилось, що у цих жаб немає легень, а також гортані та трахеї. При цьому у спорідненого виду, філіппінської пласкоголової жаби, легені наявні.
Публікація даних, зібраних в експедиції 2007 року та в ході наступних лабораторних досліджень борнейської пласкоголової жаби, відбулась 6 травня 2008 року в журналі Current Biology.